# Порташ, Паулу
Па́улу де Сакаду́ра Кабра́л По́рташ (порт. Paulo de Sacadura Cabral Portas; 12 сентября 1962, Лиссабон, Сан-Себаштиан-да-Педрейра) — португальский правый политик и журналист, председатель Социально-демократического центра — Народной партии в 1998—2005 и 2007—2016. Неоднократно входил в состав правительства, занимал посты министра национальной обороны (2002—2005), министра иностранных дел (2011—2013), заместителя премьер-министра (2013—2015). Проводил на партийных и правительственных постах правый проамериканский курс. Является ведущим лидером консервативно-националистических сил Португалии.

## Происхождение и образование
Родился в семействе, происходящем из традиционной землевладельческой аристократии. К 1960-м годам это была семья португальского среднего класса из буржуазной интеллигенции и госслужащих. При этом представители рода Порташ обычно отличались либеральными политическими взглядами.
Нуну Порташ — отец Паулу Порташа — известный португальский архитектор. Элена де Сакадура Кабрал — мать Паулу Порташа — экономистка и знаменитая писательница. Леополду Баррейру Порташ — дед по отцовской линии — знаменитый инженер, предприниматель и политик времён Нового государства, убеждённый сторонник Антониу Салазара. Артур Сакадура Кабрал, дядя по материнский линии — прославленный военный лётчик. Крёстная мать Паулу Порташа — известная португальская писательница Мария Велью да Кошта.
С 1967 года при разводе родителей Паулу остался с матерью, которая была «боссом семьи». Учился в лумиарском частном колледже Сан-Жуан-де-Бриту. Окончил юридический факультет Католического университета Португалии.

## «Политический вундеркинд»
Паулу Порташу не было двенадцати лет, когда Революция гвоздик свергла авторитарный режим «Нового государства». С подросткового возраста он проявлял активный интерес к политике. Примыкал к молодёжной организации Народно-демократической партии; c 1976 — Социал-демократическая (СДП). Издавал школьную газету, публиковался в правых изданиях Лиссабона.
В четырнадцатилетнем возрасте Паулу Порташ направил лидеру СДП Франсишку Са Карнейру письмо со своим анализом политической ситуации. Са Карнейру заинтересовался изложенными мыслями и долго не мог поверить, что текст написан подростком.
В пятнадцать лет Паулу Порташ получил общенациональную известность после выхода в газете Jornal Novo статьи Três Traições — Три предательства. Школьник обвинял президента Рамалью Эанеша, премьер-министра Мариу Соареша и лидера партии Социально-демократический центр Диогу Фрейташа ду Амарала в «распродаже Португалии» (речь шла прежде всего о деколонизации), обмане избирателей, политической некомпетентности. Президент Эанеш подал иск за клевету — опять-таки не зная, что текст написан школьником. На суде Паулу отказывался отвечать на вопросы — демонстративно в той формулировке, которую использовали арестованные оппозиционеры перед следователями ПИДЕ.

## Приверженец Са Карнейру
После прихода Франсишку Са Карнейру на пост премьера в конце 1979 года Паулу Порташ многократно добивался приёма и беседовал с главой правительства. Лидер СДП и премьер ценил способного юношу. В 1980 году Са Карнейру лично оформил членство Порташа в СДП.
Паулу Порташ был одним из руководителей лиссабонской молодёжной партийной организации. Стоял на позициях португальского национал-патриотизма, социального католицизма и антикоммунизма. По отзывам знавших Порташа людей, он был не просто горячим сторонником Са Карнейру, но «восхищался Са Карнейру как каудильо».
4 декабря 1980 года Франсишку Са Карнейру погиб в авиационной катастрофе. Для Паулу Порташа это стало сильнейшим потрясением. В 1982 он вышел из СДП, поскольку считал, что Франсишку Пинту Балсеман отошёл от заветов основателя партии.
На президентских выборах 1986 года Паулу Порташ активно поддерживал Фрейташа ду Амарала как единого кандидата правых сил. Однако главой государства был избран социалист Мариу Суареш. После этого Паулу Порташ надолго отошёл от партийной политики.

## Журналист «революционного стиля»
Временно оставив партийную деятельность, Паулу Порташ сосредоточился на журналистике. Работал в лиссабонских газетах O Tempo, Nuno Rocha, Semanário, корпункте бразильского издания A Tarde. В 1988 участвовал в создании газеты O Independente.
Правые идеологические позиции совмещались у Паулу Порташа с особой раскованностью журналистского «революционного стиля». Издание воспринималось как рупор новых политиков — противостоящих «номенклатурной» генерации, установившей своё доминирование после Апрельской революции. Резко критические публикации Порташа о премьере Анибале Каваку Силва, министре иностранных дел Жуане Деуше Пинейру, министрах финансов Мигеле Кадилью и Жорже Брага де Маседу вызывали широкий резонанс и иногда становились предметами судебных разбирательств. Порташ сделался одним из самых известных и авторитетных журналистов Португалии.
Также Паулу Порташ ведущим популярных телевизионных программ. Одновременно преподавал политологию в Современном университете Лиссабона и руководил центром исследования общественного мнения.

## Лидер консервативной партии
В 1995 году Паулу Порташ возобновил активную партийно-политическую деятельность. На этот раз он вступил не в СДП, а в консервативную Социально-демократический центр — Народную партию (СДЦ—НП, бывшая партия Фрейташа ду Амарала) — самую правую из системных политических сил Португалии.
Паулу Порташ поддержал председателя СДЦ—НП Мануэла Монтейру (своего однокашника в юности) в проводимой партийной реформе. С самого начала Порташ показал себя сильным политиком и организатором. Его действия на региональных выборах наносили серьёзный ущерб конкурентам из СДП и Соцпартии.
На съезде СДЦ—НП в Браге в 1998 году Паулу Порташ добивался избрания претензии на председательский пост. К тому времени он уже находился в конфликте с Мануэлом Монтейру. Он одержал победу над Марией Ногейра Пинту, которую Монтейру продвигал как своего преемника. 22 марта 1998 Паулу Порташ был избран председателем. Приобрёл репутацию жёсткого политика, «сметающего с пути даже недавних друзей».
Председателем СДЦ—НП Паулу Порташ являлся в общей сложности около 16 лет: в 1998—2005 и 2007—2016 — что составило рекорд длительности партийного лидерства. Идеологическая доктрина была ориентирована на наследие правого христианского демократа Аделину Амару да Кошта — одного из основателей партии, погибшего в катастрофе вместе с Са Карнейру. В то же время и в политической практике, и на символическом уровне был обозначен разрыв с другим основателем партии — Фрейташем ду Амаралом.
Порташ резко выступал против ускоренной евроинтеграции Португалии, распространения на страну либеральных стандартов Евросоюза, особенно против разрешения абортов. Неудачно баллотировался в мэры Лиссабона в 2001 года, но был избран депутатом городского совета.
Неоднократно избирался в Ассамблею республики от СДЦ—НП. Несколько месяцев в 1999 был депутатом Европарламента, являлся вице-председателем объединения национал-консервативных и евроскептических партий Альянс за Европу наций.
К выборам 1999 года СДЦ—НП шла в коалиции с СДП, которую возглавлял тогда Марселу Ребелу де Соуза. Однако блок «Демократическая альтернатива» уступил тогда Соцпартии. После выборов 2002 года СДЦ—НП вернулась в правительство в коалиции с СДП («усечённый ремейк» Демократического альянса 1979—1983). Паулу Порташ получил пост министра национальной обороны в правительстве Жозе Мануэла Баррозу. Сохранил пост в правительстве Педру Сантана Лопеша.

## Министр обороны
С именем Паулу Порташа связаны важные действия по реформированию вооружённых сил Португалии — отмена призывной обязанности, перевод армии на полностью профессиональную основу, ориентация на участие в антикризисных и миротворческих операциях НАТО, усиленное перевооружение. Политический курс Порташа характеризовался дистанцированием от Евросоюза при однозначно проамериканской позиции.
Португальские военные участвовали в американском вторжении в Ирак, Паулу Порташ полностью солидаризировался с администрацией Джорджа Буша-младшего. Поддерживал демонстративно дружеские отношения с министром обороны США Дональдом Рамсфелдом. Был награждён медалью министерства обороны США.

## Внутрипартийная борьба
На выборах 2005 года правящая коалиция потерпела поражение, к власти пришла Соцпартия. Паулу Порташ оставил правительственный пост и подал в отставку с председательства СДЦ—НП. Сменивший его Жозе Рибейру и Каштру продолжал курс Порташа.
В начале 2007 года большинство португальцев проголосовали на референдуме за разрешение абортов. Это стало серьёзным поражением консервативных сил, в том числе СДЦ—НП. В партии возникло движение за возвращение к руководству Порташа, с именем которого ассоциировались успехи. Против этого выступали сторонники Мануэла Монтейру и Марии Ногейра Пинту, которые считали Порташа беспринципным властолюбивым прагматиком.
Заседание Национального совета партии 18 марта 2007 в Обидуше проходило в крайне конфликтной обстановке и сопровождалось физическим насилием. Верх взяли сторонники Порташа. Были назначены прямые выборы председателя СДЦ—НП, на которых Паулу Порташ собрал более 70 % голосов.

## МИД и вице-премьерство
На выборах 2009 года СДЦ—НП получила более 10 % голосов, причём вопреки пессимистическим прогнозам. Позиции Паулу Порташа резко укрепились. На досрочных выборах 2011 года СДЦ—НП выступала в альянсе с СДП и вновь добилась успеха: 11,7 %, 24 мандата. Таких результатов партия не знала с 1970-х годов.
Вновь была образована коалиция СДП с СДЦ—НП. В правительстве Педру Пасуша Коэлью Паулу Порташ получил портфель министра иностранных дел. Занимался прежде всего «экономической дипломатией», связанной с преодолением финансового кризиса и привлечением инвестиций. Он провёл решение о предоставлении преференций в Португалии для иностранных инвесторов. При этом Порташ, выступал с позиций правого социального популизма и дистанцировался от непопулярных мер жёсткой экономии. В июле 2013 Порташ подал в отставку в знак протеста против назначения министром финансов от СДП Марии Луиш Албукерке, сторонницы жёсткой финансовой политики.
Через несколько дней Паулу Порташ был назначен вице-премьером — координатором экономической политики и государственной реформы. Вместе с министром экономики Антониу Пирешем де Лима, министром сельского хозяйства Асунсан Кришташ, госсекретарём Адолфу Мешкита Нуньешем Порташ создал в правительстве крупную консервативную группу, влияние которой значительно превосходило парламентский вес СДЦ—НП.

## Отставка
В выборах 4 октября 2015 СДЦ—НП участвовал в блоке с СДП Portugal à Frente — Португалия впереди. Коалиция получила наибольшее количество голосов — почти 2 млн, 37 %, 102 мандата (из них СДЦ—НП — 18). Первоначально президент Каваку Силва поручил Пасушу Коэлью формирование правительства. Однако это правительство Пасуша Коэлью просуществовало лишь до 26 ноября 2015. С этого момента прекратила существование и коалиция «Португалия впереди». Важную роль в этой ситуации сыграл Паулу Порташ, выдвинувший неприемлемые для Пасуша Коэлью требования по экономической политике — отказ от жёсткого урезания государственных расходов в порядке финансовой стабилизации.
В результате было сформировано социалистическое правительство меньшинства во главе с Антониу Кошта. СДЦ—НП снова оказалась в оппозиции. Паулу Порташ объявил, что не намерен вновь выдвигать свою кандидатуру в председатели партии. В марте 2016 года председателем СДЦ — НП была избрана Асунсан Кришташ, которая всегда рассматривалась как преданная сторонница, единомышленница и «протеже» Порташа.
После ухода с партийного поста Паулу Порташ подписал контракт с телевизионной программой Jornal das 8. Работает в качестве политического комментатора.
Весной 2022 года Паулу Порташ поддержал избрание председателем СДЦ—НП своего активного сторонника Нуну Мелу, лидера правого крыла партии.

## Взгляды и позиции
Паулу Порташ остаётся неформальным лидером и идеологом правоконсервативных сил Португалии. Выступает с позиций своеобразного «анархо-консерватизма» — доктрины, совмещающей католицизм и национализм с либертарианством и ориентацией на самоуправление. Жёстко критикует Португальскую компартию и Соцпартию (которую упрекает в сговоре с крупным капиталом). Фундаментальными принципами называет семью, религию, собственность. Выступает с позиций национализма и евроскептицизма, но подчёркивает отличие своего — национального — неприятия ЕС от классового подхода левых и коммунистов.

Главные ценности для каждого правого — нация и свобода. Я фундаменталист свободы, но не фундаменталист демократии. История знает десятки примеров, когда большинство совершало ошибки. Сейчас мы отдаём Европе суверенитет и на этом теряем демократию… Наверное, я не типичный правый, но я не считаю нужным никого ни в чём убеждать.

Паулу Порташ.

В интервью января 2017 Паулу Порташ высказался против конфронтации между Западом и Россией, выразил надежду, что американская администрация Дональда Трампа найдёт пути сближения позиций с Владимиром Путиным. По мнению Порташа, нынешние противоречия имеют не идеологический, а «обычный» геополитический характер и потому вполне могут разрешаться на компромиссной основе.

Мы не можем продолжать смотреть на Россию теми же глазами, которыми смотрели на Советский Союз, которого больше нет. Это был глобальный тоталитарный проект, подразумевавший принудительный военный союз и международную организацию, пятые колонны в каждой стране, которые хотели провести в жизнь марксистско-ленинский проект… То, что существует в Москве, не есть Советский Союз… Думаю, что это гораздо больше похоже на всегдашнюю Россию: вековую, самодержавную, централизованную… Ожидать от неё демократии, как в Вестминстере, детская ошибка, и такое видение не способствует решению международных проблем… Что касается России, то здесь возможно сближение, которое следует рассматривать скорее как благоприятную возможность, нежели проблему.

Паулу Порташ

## Скандалы и расследования
С именем Паулу Порташа связаны несколько крупных скандалов.
В 1999 году предметом расследования стало совместное пользование дорогостоящем автомобилем со стороны Порташа и частного учебного заведения Современный университет. В Современном университете было обнаружено криминальное сообщество, поддерживавшее деловые и дружеские связи с семьёй Порташ.
В 2002 году, будучи министром обороны, он аннулировал контракт на закупку партии военных вертолётов франко-германской Airbus Helicopters в пользу американских Sikorsky UH-60 Black Hawk. В итоге были закуплены вертолёты англо-итальянской AgustaWestland, но по завышенной цене, без доплаты от ЕС.
В 2004 году Порташ принимал решение о закупке для ВМС Португалии двух подводных лодок производства германской Ferrostaal. Возникло подозрение о посредничестве нескольких министров, в том числе Порташа, между производителем и португальским банковским консорциумом с целью протежирования сделки. Аналогичная ситуация сложилась в ситуациях с закупками бронемашин Pandur II и торпед для подводных лодок.
В 2011 году Порташ обвинялся в нарушении финансовых интересов государства при продаже правительству Анголы обанкротившегося банка. Его имя упоминалось также в связи с недобросовестным банкротством финансовой группы Espírito Santo в 2014 году. Ранее проводилось расследование нарушений при вложении партийных средств СДЦ—НП на счета этой группы.
Ни в одной из этих ситуаций не было выявлено нарушение Паулу Порташем действующего законодательство (несмотря на интенсивные расследования, в том числе прослушивание его телефонных переговоров).

## Семейные связи и частная жизнь
Паулу Порташ принципиально привержен холостой жизни. Поддерживает дружеские отношения со сводной сестрой Катариной Порташ — известной журналисткой и медиа-бизнесвумен. С матерью сохраняет отношении родственной близости и делового сотрудничества.
Старший брат Паулу Порташа Мигел Порташ (1958—2012) был активистом компартии. Вышел из ПКП с группой «Политика ХХІ» в 1989 году под влиянием советской Перестройки, после чего стал видным политиком Левого блока.
В характере Паулу Порташа отмечается, с одной стороны, жёсткость и готовность к резким разрывам даже с близким людьми, с другой — способность к примирению и личной дружбе даже с политическими противниками. Самые типичные примеры такого рода — отношения Порташа с Мануэлом Монтейру и Марселу Ребелу де Соуза.
Паулу Порташ известен бытовым консерватизмом. Не имеет личной электронной почты и банковской карты. Пользоваться мобильным телефоном и SMS-сообщениями согласился только под нажимом Катарины Порташ. Пошив одежды заказывает исключительно у портного Аугушту Салданья — видного деятеля СДЦ—НП. Предпочитает яркие тона, но исключает красный цвет, который считает принадлежностью коммунистов.
Увлечения Паулу Порташа — книги по истории и политологии, горнолыжный спорт, автовождение (предпочитает автомобили Mazda, Jaguar, Jeep). Алкоголь не употребляет, но много курит и является кофеманом.